# Lépcsők
Lépcsők – a temesvári Ady Endre Irodalmi Kör íróinak antológiái. Először 1977-ben jelent meg.

## I. kötet
Bálint-Izsák László szerkesztésében 11 költő és 23 prózaíró munkáiból adott válogatást, közölte Gherasim Emil és Schiff Júlia műfordításait, s helyet adott haladó hagyományokat feldolgozó tanulmányoknak is, ezek közül emelkedik ki Forray Mária Petőfi és Lenau c. írása.

## II. kötet
Az Adyról elnevezett kör nyomába lépő Franyó Zoltán Irodalmi Kör folytatta az antológiák kiadását. Az 1980-ban megjelent II. kötetben Bárányiné László Ildikó, Bárányi Ferenc, Oberten János elbeszélései, Márton Ferenc versei, Rangecz Éva emlékezései mellett a bánsági német és szerb-horvát irodalommal is találkozunk. Jelentős Szőcs Gyula fórum-cikke a Bartók család nagyszentmiklósi kapcsolatairól és Józsa Ödön A város vonzásában c. szociográfiai ankétja.

## III. kötet
A III. kötet 1984-ben megszólaltatja a bánsági hivatásos írókat is, és számos cikkben a 90 éves Endre Károlyt ünnepeli. A Lépcsők Dávid Gyula tanulmányával emlékezik meg a 125 éve született Reviczky Gyuláról, s a költő bánsági tartózkodásáról szól Szekernyés János írása, fellebbentve a dettai múzsa "titkát". Ebben a számban jelentek meg Anavi Ádám Az esztenák asszonya c. drámai legendájának egyes részletei.

## IV. kötet
A Lépcsők IV. kötetét 1987-ben már Oberten János szerkesztette. Franyó Zoltán emlékét idézi itt Bárányi Ferenc, s hat román költő verseinek átültetése is a kör névadóját idézi. Matekovits György humoreszkkel, Mandics György a tudományos-fantasztikus irodalom értékelésével, Udvardy László az esztétikum genezisének elemzésével szerepel. Értékesek Radován István néprajzi jegyzetei a fiatal halott lakodalmának emlékeiről a Bánságban.
Az ismétlődő borítólapot Schiff Róbert tervezte.

## V. kötet
Az V. kötet anyagát az 1991-ben örökébe lépő Ezredvég c. temesvári új folyóirat vette át Szekernyés János szerkesztésében.

## Kapcsolódó információk
- Molnos Lajos: Lépcsők – de merre? Utunk, 1988/39;
- Boér Jenő: Készül a Lépcsők V. kötete. Szabad Szó, 1989/45.